# La Solana (Navarra)
La Solana, también documentada como Solana, sin artículo, es un valle histórico de Navarra, situado en la Merindad de Estella, al suresde de esta ciudad, estuvo formado por las villas Arellano, Oteiza y   Villatuerta; y los lugares de  Ayegui (con el antiguo monasterio de Irache), Morentín;  Aberin (con los lugares de Aberin y Muniáin de la Solana, donde está el Ayuntamiento, y los caseríos de Arínzano y Echávarri). El valle queda vertebrado por el río Ega, en cuya cuenca se sitúan todas las poblaciones del valle, salvo Ayegui. También Zúñiga, a pesar de situarse relativamente lejana del valle, formó parte de él, aunque como villa separada.

## Historia
Las localidades incluidas en el valle ha variado a lo largo de la historia, en la Baja Edad Media a Oteiza y Villatuerta se le incluían entre las villas de la ribera estellesa, pero en 1291 ya se le consideraban parte de la Solana; las villas de Dicastillo y Allo, que desde el siglo XIV pertenecían a la familia de Beaumont, formaron parte de la Solana hasta 1553 en que quedaron incluidas en al Condado de Lerín; Arróniz fue parte de la Solana en la Edad Media, pero en la Edad Moderna quedó incluida en el condado de Lerín y a partir de 1647 en el valle de Santesteban de la Solana. La villa de Zúñiga, hasta finales del siglo XVII, acudía a las juntas de la Berrueza, pero en el siglo XVIII pasó a la Solana, las Cortes de Navarra de 1796, con el informe favorable de la Solana, concedieron su separación del valle.
No obstante el Diccionario Geográfico-Histórico, que publicó la Real Academia de la Historia en 1882, siguiendo la nómina contenida en la Ley LIV de las Cortes de Navarra, incluye en el valle cuatro villas: Arellano, Oteiza, Villatuerta y Zúñiga, esta última como villa separada; y los lugares de Aberin, Arinzano, Irache,  Morentin y Muniain. No obstante, hay que tener en cuenta que la composición de los valles que incluye aquella Ley LIV, promulgada el 26 de octubre de 1757, dictaba unas ordenanzas para la plantación y conservación del arbolado; por tanto es para este objetivo para el que quedan agrupados todos esos lugares.
Finalizado el Antiguo Régimen, las reformas legislativas que instauraron el régimen liberal, supusieron la eliminación sustitución de las demarcaciones municipales del Antiguo Régimen, incluidos los valles históricos, siendo sustituidos por los nuevos municipios constitucionales. Dentro de este proceso, la Solana quedó distribuida en siete municipios, uno para cada una de las villas y lugares; excepto en el caso de Muniain y Aberin, que junto con los  caseríos de Arínzano y de Echávarri contituyeron el municipio de Aberín, con la consistorial en Muniáin.

## Geografía

Relación del vall de la Solana, con los valles históricos de la zona, con Zúñiga distantes del resto del valle

Situada en una zona central de la merindad de Estella, limita al norte con el valle Allín, Estella, y el valle de Yerri; al este con el valle de Meñeru y la ribera del Arga; al sur con el condado de Lerín, y al oeste con el valle de Santesteban de la Solana.
La Solana no constituye una unidad geográfica clara, especialmente desde que los términos de Allo y Dicastillo, que formaron parte del valle, se separaron de él. Por otra parte, Zuñiga queda sepaerada y alejada valle. No obstante el río Arga le presta una cierta uniformidad. En su territorio se distinguen tres unidades morfológicas: al noroeste Montejurra, que desciende hacia el sur; al nordeste una conjunto de colinas, Musquilda, Santa Bárbara, Maurien, San Bartolomé y San Marcos, que separan los valles del Ega y del Arga; el resto del territorio es relatrivamente llano